# Canisius University
La Canisius University è un'università privata di indirizzo cattolico con sede a Buffalo, nello stato americano di New York.
Il Canisius College fu fondato nel 1870 da una comunità di gesuiti provenienti dalla Germania. Fu intitolato a san Pietro Canisio. Fu elevato al rango di university nel 2023.